# Dan Cole
Pour les articles homonymes, voir Cole.

a Compétitions nationales et continentales officielles uniquement.

b Matchs officiels uniquement.
Dernière mise à jour le 15 juin 2025.
Dan Cole, né le 9 mai 1987 à Leicester, est un joueur international anglais de rugby à XV jouant au poste de pilier droit.

## Biographie

### Carrière en club
Né à Leicester, Dan Cole découvre le rugby avec l'équipe de South Leicester RFC et intègre l'équipe professionnelle des Leicester Tigers en octobre 2007 lorsqu'il joue son premier match contre Bath en coupe anglo-galloise. Il est ensuite prêté au Bedford Blues pendant le reste de la saison. Il revient au sein de l'effectif des Tigres au début de la saison 2008-2009 où il remplace Martin Castrogiovanni blessé. En janvier 2009, il est prêté à Nottingham RFC un autre club de seconde division. Il revient jouer avec Leicester en fin de saison et participe en tant que remplaçant à la finale du championnat qu'il remporte avec son club. En février 2010, Cole prolonge son contrat avec le club anglais. Leicester conserve son titre de champion grâce à sa victoire en finale contre les Saracens sur le score de 33 à 27. Alors que les Londoniens mènent 27-26 à cinq minutes de la fin, Daniel Hipkiss offre la victoire à ses coéquipiers en marquant un essai en fin de rencontre. C'est le second titre en club pour Dan Cole.
En 2020-2021, il est titulaire en première ligne accompagné par Ellis Genge et Tom Youngs pour la finale du Challenge européen opposant les Tigers à Montpellier. Les Français l'emportent sur le score de 17-18,. 
Durant la saison 2021-2022, Leicester est éliminé en quarts de finale de la Coupe d'Europe par les Irlandais du Leinster. Cependant en championnat, le club se qualifie jusqu'en finale où il affronte les Saracens. Pour cette rencontre, Ellis Genge est titulaire en première ligne aux côtés de Julián Montoya et Ellis Genge. Son équipe s'impose en toute fin de match grâce à un drop de Freddie Burns.
Fin mai 2025, il annonce mettre un terme à sa carrière sportive à l'issue de la saison 2024-2025.

### Carrière en équipe nationale
Dan Cole fait ses débuts avec l'équipe d'Angleterre lors du Tournoi des six nations 2010 et obtient sa première cape lors du match d'ouverture contre le pays de Galles. Il devient titulaire en équipe nationale et retrouve le XV de la rose pour les test-matchs de novembre 2010. Il dispute les cinq matchs du Tournoi des six nations 2011 qui voit l'Angleterre remporter la compétition sans pour autant réaliser le grand chelem. Le 22 août, il est retenu par Martin Johnson dans le groupe des 30 joueurs qui participent à la coupe du monde.
En juillet 2019, il est sélectionné en équipe nationale pour préparer la Coupe du monde 2019.
Fin juin 2023, il est sélectionné avec le XV de la Rose par Steve Borthwick dans un groupe de 41 joueurs pour les matchs de préparation à la Coupe du monde 2023,. Quelques semaines plus tard, il est retenu dans le groupe final pour participer au Mondial,.
Il est ensuite sélectionné pour le Tournoi des Six Nations 2024.

## Statistiques en équipe nationale
- 118 sélections
- 20 points (4 essais)
- Sélections par années : 11 en 2010, 12 en 2011, 12 en 2012, 8 en 2013, 2 en 2014, 11 en 2015, 13 en 2016, 8 en 2017, 5 en 2018, 13 en 2019, 9 en 2023 11 en 2024
- Tournoi des Six Nations disputés : 2010, 2011, 2012, 2013, 2014, 2015, 2016, 2017, 2018, 2019, 2023

Dan Cole dispute trois éditions de la Coupe du monde. En 2011, il dispute cinq rencontres, toutes en tant que titulaire, face à l'Argentine, la Géorgie, la Roumanie, l'Écosse et la France. En 2015, il obtient quatre sélections, contre les Fidji, le pays de Galles, l'Australie et l'Uruguay. En 2019, il dispute six rencontres contre les Tonga, les États-Unis, l'Argentine, l'Australie, la Nouvelle-Zélande et l'Afrique du Sud.

## Palmarès

### En club
- Leicester Tigers
  - Vainqueur du Championnat d'Angleterre en 2009, 2010, 2013 et 2022
  - Finaliste du Championnat d'Angleterre en 2011 et 2012 et 2025
  - Vainqueur de la Ccoupe anglo-galloise en 2007
  - Finaliste de la Coupe anglo-galloise en 2008
  - Finaliste du Challenge européen en 2021

### En équipe nationale
- Angleterre
  - Vainqueur du Tournoi des Six Nations en 2011, 2016 (Grand Chelem), 2017
  - Vainqueur de la Triple Couronne en 2014 et 2016
  - Finaliste de la Coupe du monde en 2019
  - Troisième de la Coupe du monde en 2023